# Сёмин, Олег Анатольевич
Оле́г Анато́льевич Сёмин (15 декабря 1974) — российский футболист, полузащитник.

## Карьера
Начал играть в футбол в тольяттинской СДЮСШОР № 4 у тренера Александра Лепешева.
В 1993 году дебютировал как профессиональный игрок, проведя во Второй лиге 3 матча за череповецкий «Булат».

## Достижения
- Финалист Кубка России: 2000/01 (играл на ранних стадиях за «Анжи»).